# Disodium
Le disodium est un allotrope du sodium de formule Na2.